# Lambique
Pour les articles ayant des titres homophones, voir Lambic et Lambiek.

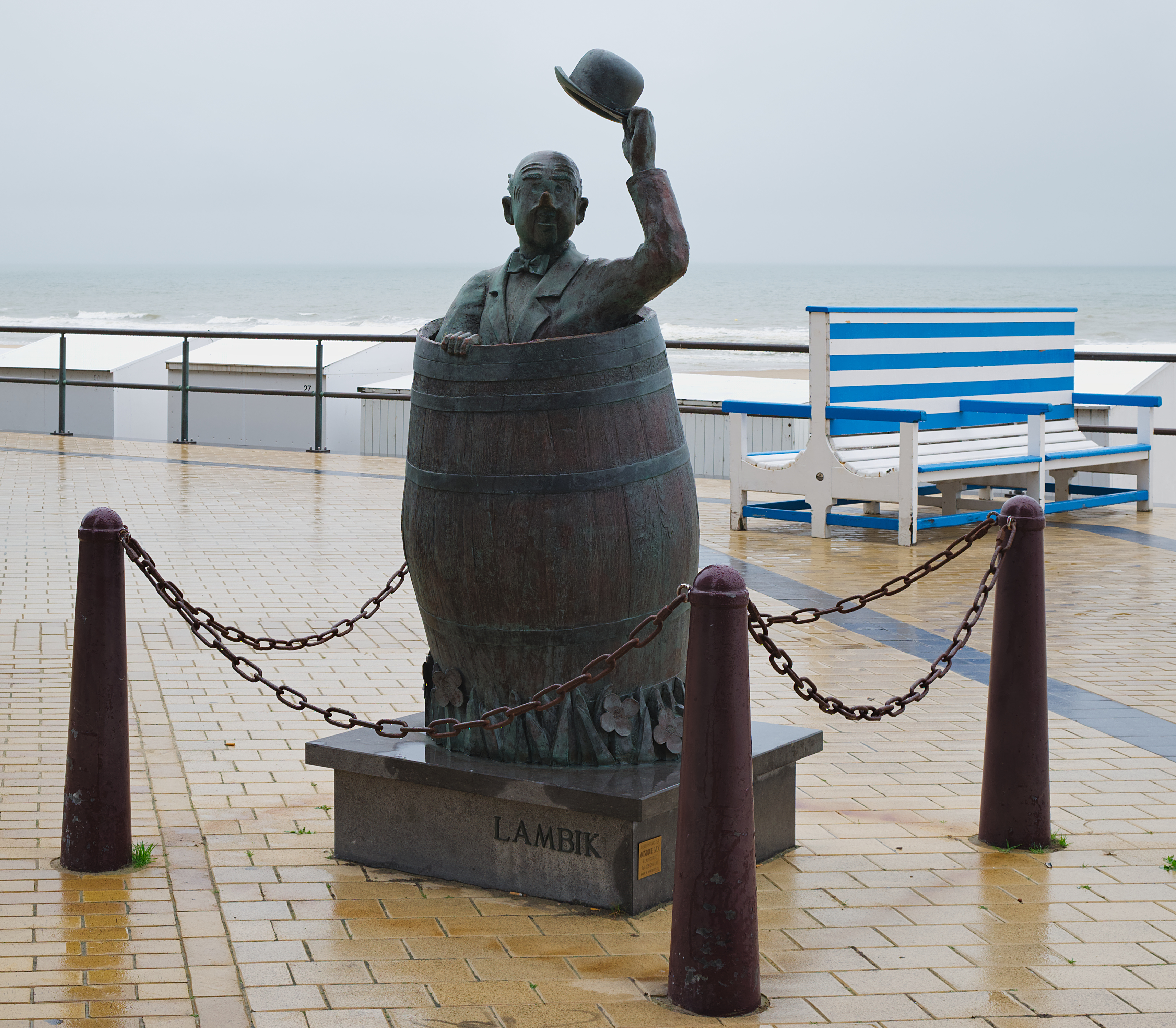
Statue de Lambique à Middelkerke

Lambique (Anvers, 14 septembre 1913) est l'un des personnages principaux de la série BD flamande Bob et Bobette. Il a fait ses débuts dans l'histoire Le Rayon magique (1946), la troisième histoire de la série. C'est un homme d'âge moyen.
En plus de son rôle régulier dans la série principale Bob et Bobette, Lambique a également sa propre série de bandes dessinées, Les Farces de monsieur Lambique. Il apparaît également dans les séries dérivées Amphoria et Les Chroniques d'Amphoria.

## Origine
Willy Vandersteen a dessiné Lambique pour la première fois à l'hiver 1944-1945 sur une feuille de croquis. Le personnage s'appelait initialement Pukkel en néerlandais. Plus tard, il a obtenu son nom actuel, inspiré de la bière Gueuze Lambic, que Vandersteen lui-même appréciait. 
Il se pourrait aussi que Vandersteen se soit basé sur l'acteur français Fernand Charpin pour créer Lambique, mais il se pourrait aussi qu'il ait vu le film Hellzapoppin' et ait été inspiré par le détective un peu idiot, Quimby, joué par le comédien Hugh Herbert.

### Introduction dans la série
Dans sa première histoire Le Rayon magique, Lambique est plombier. Il a également été engagé par le professeur Barabas comme enquêteur privé. Dans le reste de cette histoire, Lambique aide Bob, Bobette et le professeur dans leur lutte contre le savant maléfique Savantas.

## Le personnage
Lambique est généralement le personnage plus humoristique de tous les personnages réguliers de la série. Vandersteen dira d'ailleurs qu'il s'est inspiré de ses propres traits de caractère pour créer Lambique. D'ailleurs, ce personnage est très populaire auprès des lecteurs de la bande dessinée car il a énormément de défauts et vices humains reconnaissables auxquels certains peuvent s'identifier.

### Apparence
Vandersteen a décidé après quelques histoires de changer radicalement le look de Lambique. Lambique n'avait pas sa tête ronde typique au tout début. Il semble aussi, en particulier dans Le Rayon magique qu'il avait encore plus de cheveux à l'arrière de la tête. De plus, il est clair que Lambique a dans cet album une moustache apparente, qui n'est plus présente aussi distinctement dans les histoires ultérieures. Les lecteurs des histoires ultérieures pensent que la bande noire sous le nez de Lambique est juste sa lèvre supérieure et non sa moustache Or, selon le Studio Vandersteen, la bande noire sous le nez de Lambique est bel et bien une moustache. Il existe également diverses indications à ce sujet dans la série de bandes dessinées elle-même. À la page 40 de La Kermesse aux singes, il est clairement indiqué que Lambique a une moustache. Dans La Cité des nuages Lambique se déguise en femme de fermier et est ensuite décrite par un villageois comme: « cette grosse dame avec sa moustache ». 
Il est complètement chauve à l' exception de six cheveux. Lambique n'est pas toujours satisfait du fait qu'il n'a pratiquement pas de cheveux. On ne sait pas quelle était sa couleur de cheveux d'origine. Dans La Trompette magique, on voit un jeune portrait de Lambique aux cheveux noirs, mais dans les Pêcheurs d'étoiles, le jeune Lambique est un jeune garçon aux cheveux roux. 
Lambique porte généralement un pantalon noir et une chemise blanche avec un nœud papillon noir. Jusqu'au début du Teuf-Teuf-Club (1951), il portait une cravate. Lorsqu'il troque ensuite ses vêtements pour un costume du XIXe siècle, le nœud papillon apparaît pour la première fois. À partir de ce moment, le nœud papillon de Lambique fit partie intégrante de son apparence à travers toutes les histoires. Dans certaines histoires, Lambique peut porter un chapeau melon noir et un manteau marron ou gris.
L'apparence de Lambique semble indiquer qu'il est légèrement obèse. À cause de son ventre, qui se remarque surtout lorsque le haut de son corps est dénudé, il est parfois la cible du ridicule.

### Professions
Dans certaines histoires après Le Rayon magique, Lambique travaille encore comme plombier, comme dans Le Trésor de Fiskary (1951) et La Commission vache (2000). Dans Ce Cher Barabas (1975), Sidonie et Lambique échangent leurs emplois ; Lambique fera le ménage et Sidonie travaillera comme plombier. Dans d'autres histoires, Lambique semble exercer de nombreuses autres professions, telles que journaliste (Le Cygne noir), médecin / chirurgien (La cavale d'or) ou coiffeur (Les Ciseaux magiques). Dans certaines histoires (comme La Nef fantôme), il est marin. Dans Les Totems Tabous, Lambique affirme qu'il a travaillé dans les mines dans sa jeunesse.
Dans Le trésor de Beersel (1952), il mentionne pour la première fois qu'il a fait la Première Guerre mondiale est combattu en tant que soldat ; il sort alors son ancien équipement. Dans les histoires ultérieures, l'équipement de soldat de Lambique est davantage décrit comme des «souvenirs» de cette époque.
Lambique est de nouveau plombier dans Les Chroniques d'Amphoria.

### Personnage
Malgré toutes sortes de traits de caractère négatifs, Lambique est par essence une très bonne personne. Il est engagé envers les victimes et les opprimés et, à la fin, se soucie toujours de ses amis.
Si toutes les histoires sont classées par ordre chronologique, il est clair de voir comment le personnage de Lambique évolue progressivement. Dans les toutes premières histoires, Lambique est généralement stupide, maladroit, étourdi et souvent peu fiable. Il gêne davantage les autres personnages principaux qu'il ne les aide. En avançant dans la chronologie, Lambique devient un peu plus intelligent, mais aussi beaucoup plus vaniteux et dominant. Il se surestime souvent et se crée parfois de graves problèmes à cause de sa grande gueule. Il est également facilement dupé et ne s'en rend généralement pas compte tout de suite.
Lambique peut parfois être très lâche et blâmer les autres pour ce qu'il a fait. Dans certaines situations, il réagit parfois de manière inattendue, est très hostile et agressif. Très rarement, il est ivre. Il se montre parfois déçu du gouvernement ou de la société dans son ensemble, où l'humanité et la solidarité semblent ne plus exister. Lambique est souvent gourmand. Dans de nombreuses histoires, il recherche la richesse, le pouvoir, une belle femme ou un statut social élevé. Il est également assez enclin à la tentation. Dans les histoires plus anciennes en particulier, la bonne et la mauvaise conscience de Lambique sont parfois représentées respectivement par un ange et un diable. Dans certaines histoires ultérieures, Bobette remplit le rôle de bonne conscience de Lambique. Les autres amis font également un effort pour protéger Lambique des erreurs et de la stupidité si nécessaire. Lambique a trahi ses amis à plusieurs reprises, bien qu'il finisse toujours par se repentir.
À partir des histoires qui apparaissent au milieu des années 1960, Lambique ne sait souvent plus quoi faire de ses émotions. Lorsque Paul Geerts reprend la série en 1972, cette tendance se poursuit et Lambique devient de plus en plus le bouffon de l'histoire, ajoutant peu de place aux développements importants. Dans les dernières histoires de la fin des années 1980, Lambique se voit à nouveau assigner des rôles un peu plus sérieux, peut-être sous l'influence du dessinateur / scénariste Marc Verhaegen.
Une blague courante dans les histoires est que Lambique réagit à quelque chose d'anormal avec un long délai comme il se doit. Au début, il trouve souvent les choses les plus absurdes tout à fait normales, après quoi il se rend lentement compte que ce ne l'est pas du tout. Lorsque Lambique est frappé ou touché violemment à la tête, il lui faut beaucoup de temps avant de se rendre compte et met du temps pour tomber inconscient ou être gravement blessé.

## Relation avec les autres

### Tante Sidonie
On ne sait pas exactement quelle est la relation entre Lambique et tante Sidonie. Certaines histoires (comme Les Pêcheurs d'étoiles  et Opération pétropolis) donnent fortement l'impression que tante Sidonie est amoureuse de Lambique et qu'elle veut même l'épouser. Dans de nombreuses autres histoires, cependant, cela n'est pas apparent ; Sidonie ne semble trouver en Lambique qu'une nuisance quand il lui rend visite. Lambique, à son tour, ne semble ressentir aucune affection pour Sidonie. Il lui fait souvent du tort délibérément avec toutes sortes de commentaires blessants sur son apparence.

### Jérôme
À partir de l'introduction de Jérôme, et alors que ce dernier devient de plus en plus civilisé et acquiert un rôle de plus en plus important dans les histoires, Lambique devient parallèlement beaucoup moins dominant. L'une des raisons pour lesquelles Jérôme a été ramené du XVIIe siècle était de rendre Lambique un peu moins vaniteux. Grâce à son immense force physique, Jérôme devient un grand rival de Lambique lorsqu'il s'agit de faire impression. Néanmoins, les deux agissent souvent bien ensemble et ils font beaucoup l'un pour l'autre. Jérôme emménage dans la maison de Lambique après avoir obtenu sa place permanente dans la série. Ils rendent souvent visite à tante Sidonie ensemble.

## Antécédents familiaux
On sait peu de choses sur le propre passé de Lambique. Dans Le dernier juron (2003), il semble que son anniversaire soit le 14. Selon l'histoire - non publiée dans la série principale régulière - Le Frère de sang (2013), le signe astrologique de Lambique est Vierge ; cela voudrait dire que sa date de naissance est le 14 septembre.

### Famille
- Dans Le Singe volant (1946) - la deuxième histoire de Bob et Bobette à laquelle participe Lambique - le frère de Lambique, Arthur, apparaît pour la première fois. Arthur est capable de voler après avoir mangé un extrait végétal spécial ("Selderum Aeroplanis") et vit dans la colonie belge de Dongo[9].
- Le père de Lambique, Papal Ambik, apparaît dans Les Joueurs de Tam-Tam (1953). Selon Lambique, son père est un poète incompris qui a été indûment enfermé dans un asile. Lambique et Arthur l'ont libéré et l'ont emmené au Rotswana, où Arthur et Papal Ambik vivent toujours. Cette histoire montre également que Lambique et Arthur n'ont jamais connu leur mère.
- A l'époque gauloise, son ancêtre est Lambiorix chef des Eburons.
- Au XVIe siècle, un autre ancêtre de Lambique, Evarist, vécut à Binche (Le Gille Généreux (2007)).
- Au XVIIIe siècle, l'un des autres ancêtres de Lambique, Johan Matheus Lambique (1730 - 1792), était l'un des chèvraliers. (Les Chèvraliers (1948)).
- Dans Le Pays inondé (2005) apparaît Hippolite Lambique, un grand-oncle de Lambique qui lui ressemble un peu. Hippolite Lambique aime boire du gin.
- Dans Détour vers le Futur (2001), Marc Verhaegen a décidé de donner à Lambique et Sidonie un fils nommé Thomas, qui, cependant, n'a pas obtenu un rôle régulier dans les histoires.
- Dans Crimsonia (2011) est présenté une brève photo du grand-père de Lambique. Il lui ressemble beaucoup, mais a une plus grosse moustache et une barbiche. Son nom n'est pas mentionné, mais nous apprenons qu'il aimait le radis.

## Dans les spin-off

### Série bleue
Dans la série bleue d' histoires parues dans l'hebdomadaire Tintin dans les années 1950 Lambique a été dessiné par Vandersteen de manière plus réaliste et plus athlétique à la demande d'Hergé, afin de correspondre au style de l'hebdomadaire Tintin. Outre le fait que Lambique soit beaucoup plus héroïque dans ces histoires, il se comporte également beaucoup plus raisonnablement ici. En tant que figure paternelle de Bob et Bobette, Lambique domine ces histoires. Il est également beaucoup plus respecté. Lambique semble également avoir certaines capacités dans la série bleue qui ne sont jamais perceptibles dans d'autres histoires ; par exemple, il s'avère très doué en escrime. Le caractère vaniteux, arrogant et égoïste de Lambique, qui le caractérise dans la série classique, est à peine perceptible dans les histoires de la série bleue.

### Les Joyeux Lurons
De 1950 à 1953, Lambique, Bob et Bobette ont temporairement remplacé les personnages Pontius, Pilatus, Vlooike et Poliet dans la série de bandes dessinées Les Joyeux Lurons

### Les Farces de monsieur Lambique
Lambique a également sa propre série de bandes dessinées: Les Farces de monsieur Lambique. La série originale d' albums et de blagues est apparue de 1955 à 1962. En 2004, une nouvelle série d' albums a été lancée. Les trois premiers albums de cette série contiennent une anthologie de gags apparus plus tôt dans les années 50. Les bandes dessinées ont été colorées pour l'occasion et le langage utilisé a été adapté. À partir du quatrième album, sorti en mars 2005, la série s'est poursuivie avec de nouvelles blagues. Les nouvelles bandes dessinées ont été réalisées par le Studio Vandersteen. Chaque album contient des pages de divers écrivains et illustrateurs. En raison du manque de temps du Studio, la série a été interrompue après le septième album.

### Les Chroniques d'Amphoria
Dans la première histoire de la série Les chroniques d'Amphoria, L'affaire Crimson (2017), il devient clair que Lambique avait déjà rencontré le méchant Crimson avant de rencontrer Bob, Bobette et Sidonie dans Le Rayon magique. Une fois, ils ont tous les deux séjourné à l'hôtel De La Tour à Piscine-les-Bains et les deux hommes ont concouru pour attirer l'attention de la belle Léonie. Crimson vient d'une famille riche et Lambique est un plombier pauvre. Lambique est autorisé à rester à l'hôtel en échange de certaines tâches et recherche de toute urgence de l'argent pour subvenir à ses besoins. Il découvre un trésor nazi en travaillant sur les tuyaux de l'hôtel dans un cimetière.
Le trésor est également découvert par Crimson et Léonie, qui ont secrètement suivi Lambique dans le cimetière. Lambique tente de les chasser tous les deux, sur quoi Léonie décide d'accepter ses avances. Elle dit qu'elle veut quitter le village avec lui. Crimson veut intervenir, mais Lambique le renverse. Lambique emporte quelques objets de valeur avec lui, puis part de l'hôtel avec Léonie.
Après un événement fatal, involontairement causé par le professeur Barabas, le personnage de Crimson change, et décide alors de devenir le plus grand criminel du monde. Léonie elle-même s'enfuit avec les objets de valeur qu'elle a récupérés du trésor avec Lambique. Quand Lambique veut retourner au cimetière où il a retrouvé le trésor, Crimson semble avoir racheté le cimetière. Le site est désormais hermétiquement clos. Lambique est désormais également soupçonné du meurtre de l'hôtelier. Faute de preuves, Lambique est de nouveau libéré, mais il doit quitter le pays immédiatement.

## Dans la culture populaire
- La boutique de bandes dessinées néerlandaise Galerie Lambiek s'est inspiré de Lambique. L'emblème sur l'enseigne de la boutique est une image de l'album de  La Trompette magique et représente Lambique pendant sa métamorphose en hippopotame.
- Lambique a fait une apparition dans la série de bandes dessinées hollandaise Agent 327, dans l'album Les yeux de Wu Manchu, où il apparaît avec Néron.
- Il est également apparu à la page 28 de la première partie de la série néerlandaise Van Nul tot Nu en tant que soldat flamand dans la bataille des Éperons d'Or.
- Dans l' album d'Urbanus Les derniers jours d'Urbanus, le visage de Lambique peut être vu sur le mur d'un hôpital comme une affiche publicitaire pour un lifting. Son ancien visage des albums originaux est sous la rubrique « Avant », son visage dans les versions ultérieures, redessinées sous la rubrique « Après ».

## Phrases typiques
- « Milliards », (quand il est en colère ou quand quelque chose ne va pas)[12].

## Traductions
- Orville, traduction en anglais dans l'album La pluie acide
- Ambrose, traduction en anglais.
- Lambiko, traduction en espéranto.
- Koikkalainen, traduction en finnois.
- Lamholt, traduction en suédois.
- Lambi, traduction en islandais.

Lambique a conservé son nom original néerlandais en allemand, frison, limbourgeois et drents.